# Sedloňovská lípa
Sedloňovská lípa, také známá jako Lípa v Sedloňově, je starý památný strom, nejmohutnější v CHKO Orlické hory.

## Základní údaje
- název: Sedloňovská lípa, Lípa v Sedloňově
- výška: 25 m (1980)[3], 24 m (1995)[2], 25 m (~2000)[1]
- obvod: 848 cm (1980)[3], 855 (1995)[2], 885 cm (~2000)[1]
- průměr koruny: 21 m (1995)[2], 25 m (~2000)[1]
- věk: 450 let[1]
- zdravotní stav: 3,5 (1995)[2]

## Stav stromu a údržba
Jedná se o dvoják se sekundární korunou, kterou tvoří pět větví vyrůstajících z dutého kmene ve výšce 3 metrů. Široká koruna dosahuje na několika místech až k zemi.

## Historie a pověsti
Pod lípou se prý scházeli čeští bratři.

## Památné a významné stromy v okolí
Nedaleko (blíže domu č. 160) roste další (mladší) lípa. Dvě lípy malolisté najdeme u kapličky, u domu č. 40 další lípu s obvodem 4 metry a u prodejny s obvodem 5 metrů.